# Hirschbach
Hirschbach és un municipi situat al districte d'Amberg-Sulzbach, a l'Estat lliure de Baviera, amb una població l'any de 2019 de 1211 habitants.
Està situat a l'est de l'estat, a la regió administrativa de l'Alt Palatinat, prop de la ciutat d'Amberg i de la frontera amb la República Txeca.

## Galeria

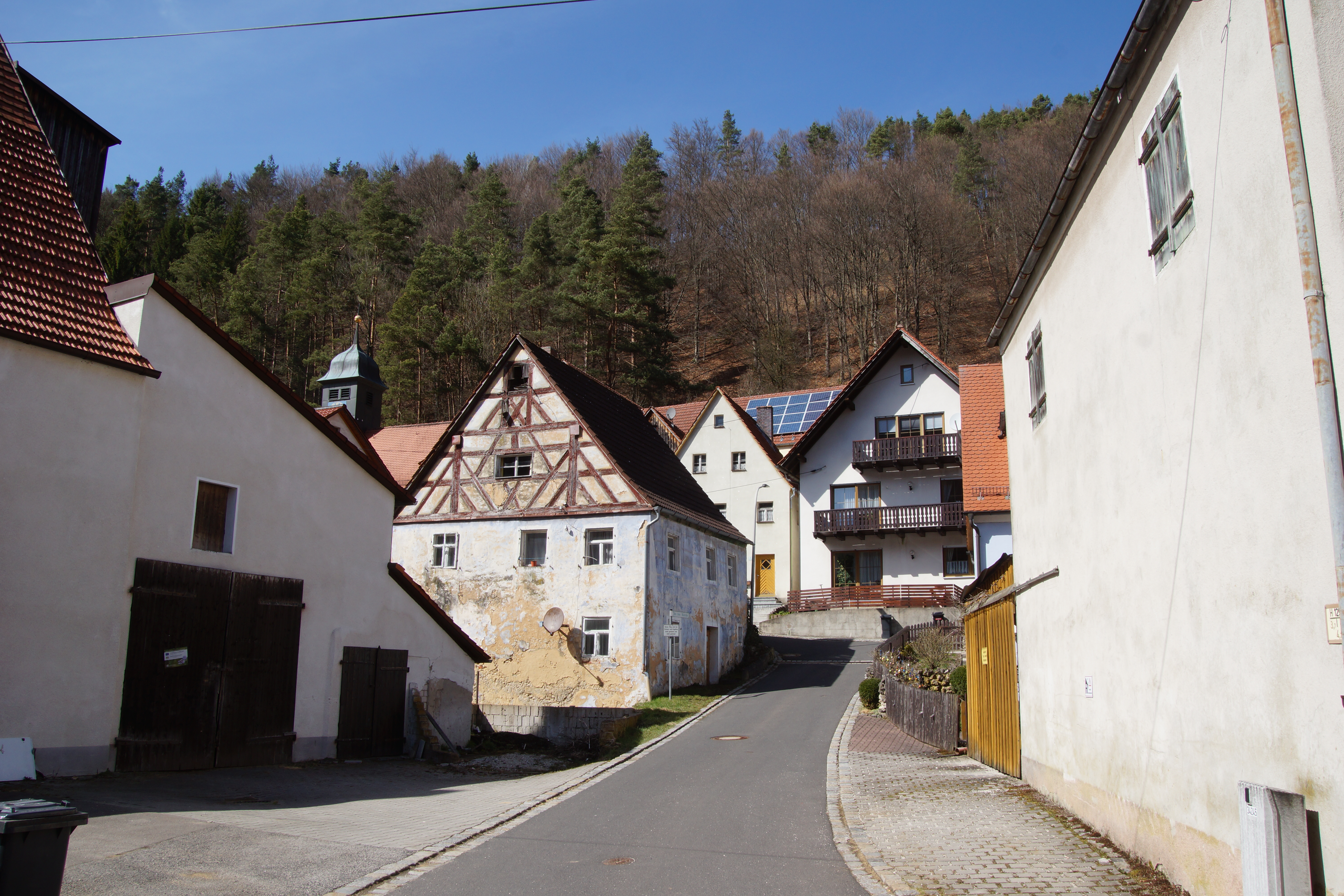
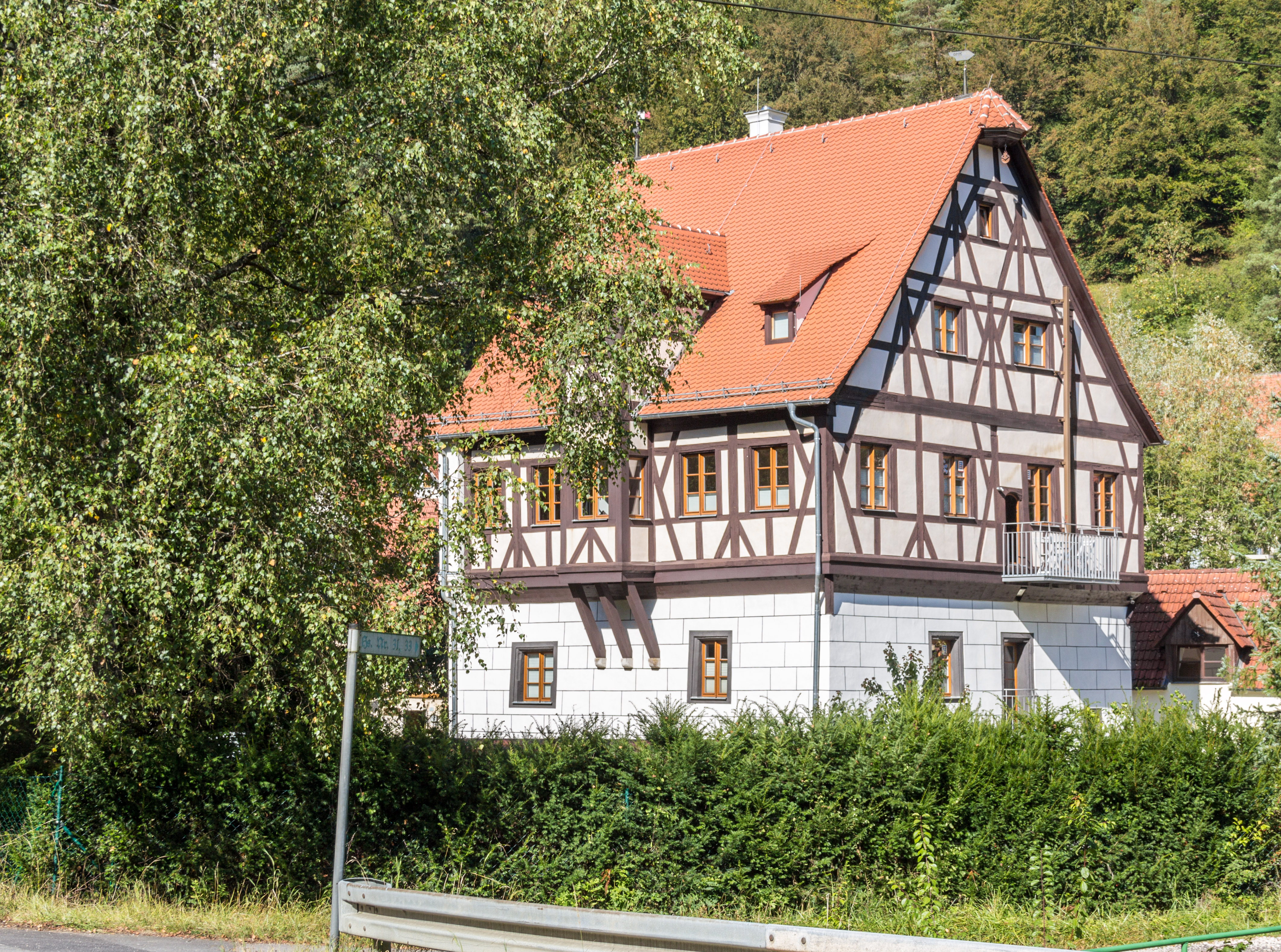
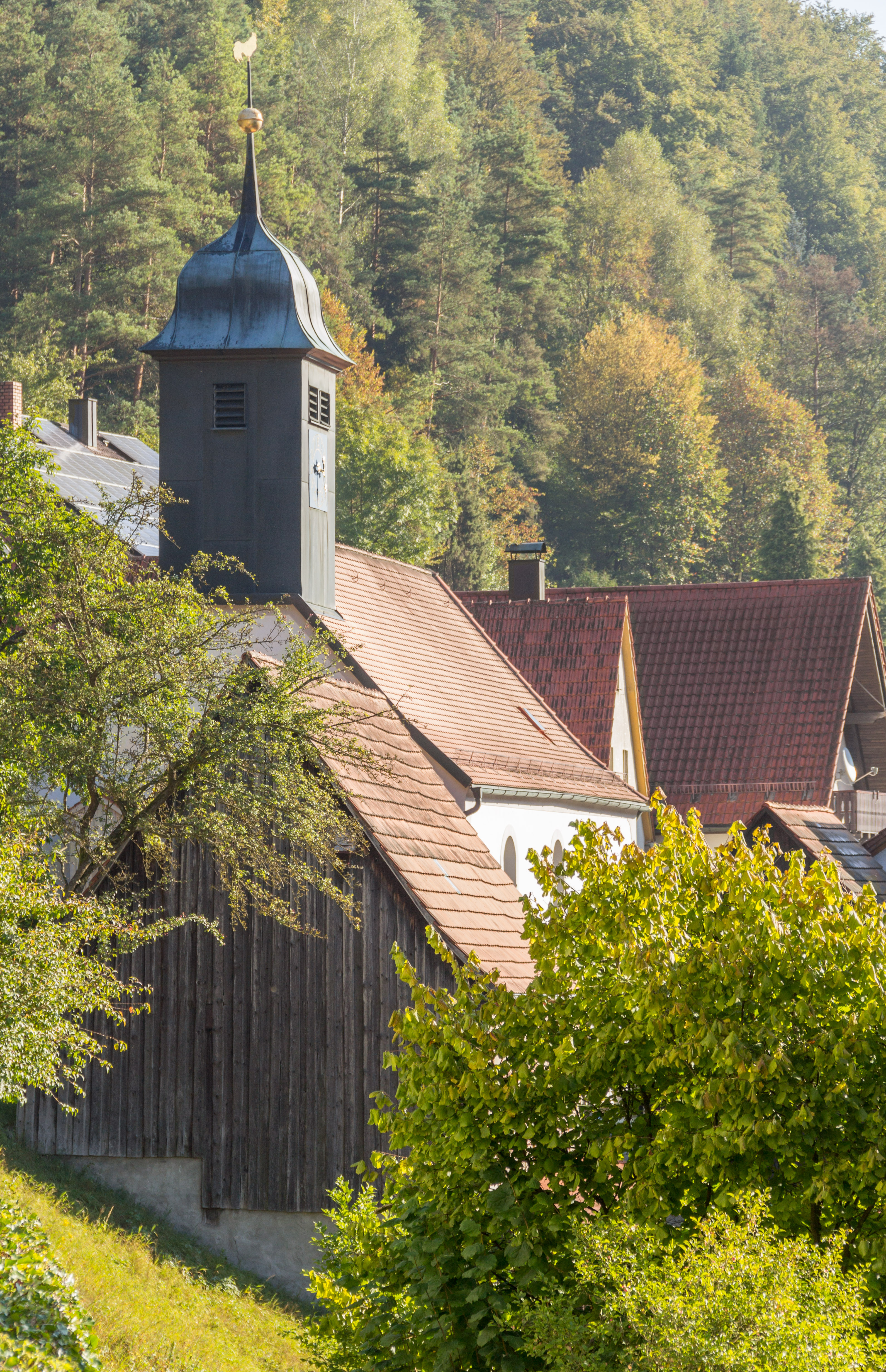